# Глендајв (Монтана)
Глендајв (енгл. Glendive) град је у америчкој савезној држави Монтана.

## Демографија
По попису из 2010. године број становника је 4.935, што је 206 (4,4%) становника више него 2000. године.
| Група             | 2000.         | 2010.         |
| Белци             | 4.581 (96,9%) | 4.585 (92,9%) |
| Афроамериканци    | 14 (0,3%)     | 25 (0,5%)     |
| Азијати           | 5 (0,1%)      | 22 (0,4%)     |
| Хиспаноамериканци | 48 (1,0%)     | 119 (2,4%)    |
| Укупно            | 4.729         | 4.935         |